# بيل روبنسون (لاعب هوكي الجليد)
بيل روبنسون هو لاعب هوكي الجليد كندي، ولد في 31 أغسطس 1921، وتوفي في 25 يونيو 2008.